# Dzikie gęsi (film)
Dzikie gęsi (ang. The Wild Geese) – brytyjski film akcji z 1978 roku w reżyserii Andrew V. McLaglena. Adaptacja powieści Daniela Carneya pod tym samym tytułem.

## Fabuła
Brytyjski najemnik Allen Faulkner – były pułkownik armii – otrzymuje od bogatego bankiera Mathesona lukratywną propozycję porwania z afrykańskiego więzienia prezydenta Limbaniego – byłego demokratycznego prezydenta jednego z krajów południowoafrykańskich. Jego uprowadzenie i późniejsze zabójstwo jest potrzebne Mathesonowi do zawarcia korzystnego kontraktu na eksploatację złóż miedzi z gen. Ndofą – dyktatorem, który obalił Limbaniego.
Faulkner rozpoczyna werbunek najemników i w sile 50-osobowego oddziału wyrusza do Afryki. Cała perfekcyjnie zaplanowana operacja przebiega zgodnie z planem (najemnikom bez strat własnych udaje się uwolnić Limbaniego) aż do momentu, gdy – na polecenie Mathesona – oczekiwany przez nich samolot ewakuacyjny zawraca z lotniska tuż przed podjęciem komandosów. Okazuje się, że bezwzględny bankier dogadał się z Ndofą i Limbani nie jest mu już do niczego potrzebny. Chcąc również zaoszczędzić na wypłacie honorarium dla najemników, postanawia ich wszystkich pozostawić na pastwę losu. Faulkner i jego najbliżsi współpracownicy zdają sobie doskonale sprawę, co oznacza dla nich brak możliwości ewakuacji. Ścigani przez żołnierzy Ndofy postanawiają przedzierać się do rodzinnych stron Limbaniego na południu kraju. W końcu docierają do celu, jednak po drodze wielu żołnierzy Faulknera ginie. W rodzinnej wiosce Limbaniego spotykają irlandzkiego misjonarza – starego znajomego Faulknera, który mówi im o znajdującym się w pobliżu starym lotnisku i porzuconej na nim Dakocie. Najemnicy postanawiają uciec nią do sąsiedniego kraju. Faulknerowi wraz z grupą żołnierzy i prezydentem Limbanim udaje się w końcu wystartować, chociaż przez cały czas muszą odpierać ataki żołnierzy Ndofy. Najemnicy ponoszą duże straty – giną przyjaciele Faulknera, z którymi brał udział w niejednej akcji. Tylko 11 najemników wychodzi cało z opresji, a sam Limbani umiera na pokładzie samolotu na skutek rany postrzałowej.
Pół roku później Faulkner składa nocna wizytę Mathesonowi i zabija go, przedtem zmuszając do otwarcia domowego sejfu, skąd zabiera pół miliona dolarów jako zaległe honorarium dla jego ludzi oraz wdów i sierot po tych, którzy polegli.

## Obsada aktorska
- Richard Burton – płk. Allen Faulkner
- Roger Moore – por. Shawn Fynn
- Richard Harris – kpt. Rafer Janders
- Hardy Krüger – por. Pieter Coetzee
- Stewart Granger – bankier Matherson
- Jack Watson – sierż. Sandy Young
- Frank Finlay – ojciec Geoghegen
- Kenneth Griffith – lekarz Arthur Witty
- Jeff Corey – pan Martin
- Barry Foster – Thomas Balfour
- Winston Ntshona – prezydent Limbani
- Ronald Fraser – sierż. Jock McTaggart
- John Kani – sierż. Jesse Blake
- David Ladd – Sonny
- Rosalind Lloyd – Heather
- Ian Yule – sierż. Tosh Donaldson
- Patrick Allen – Rushton
- Brook Williams – Samuels
- Glyn Baker – Esposito

## O filmie
Dzikie gęsi, to tzw. „western wojenny” zrealizowany kosztem ponad 10 mln dolarów w gwiazdorskiej obsadzie. Obecnie jest uważany za jeden z najlepszych filmów o najemnikach.
Pomysł autora jego scenariusza Reginalda Rose bazował na powieści, która czerpała z wydarzeń jakie miały podczas wojny domowej w Kongu i utworzonego podczas jej trwania oddziału byłych najemników pod dowództwem byłego pułkownika armii brytyjskiej Michaela Hoare („Mad Mike”). Był on również konsultantem filmu. Za plenery głównych, „afrykańskich”  scen filmu, posłużyły terytoria Północnego Transwalu w  Afryce Południowej. Doskonale komponowały się one w scenerię fikcyjnego, nie wymienionego w filmie z nazwy kraju w Afryce, graniczącego, jak wynika z fabuły z Burundi, Rodezją, Rwandą, Ugandą, Zambią i Suazi. Film odniósł znaczny sukces, przynosząc zysk w Europie. W Niemczech otrzymał nawet „Złoty Ekran” – nagrodę niemieckich dystrybutorów kinowych (HDF – Hauptverband Deutscher Filmtheater). Gorzej było w USA, gdzie na skutek upadku jego głównego dystrybutora – Allied Artists – oraz braku w obsadzie amerykańskiej gwiazdy film był wyświetlany w ograniczonej liczbie kin.
W 1985 roku powstał sequel filmu pt. Dzikie gęsi 2 w reżyserii Petera R. Hunta.